# 富特斯克魯冰原島峰
77°55′S 160°57′E / 77.917°S 160.950°E
富特斯克魯冰原島峰（英語：Footscrew Nunatak），是南極洲的冰原島峰，位於維多利亞地的斯科特海岸，處於阿爾塔山東南面2.6公里，海拔高度1,865米，屬於夸特梅因山脈的一部分，現時由南極條約體系管理。